# Myriotrochus meteorensis
Myriotrochus meteorensis is een zeekomkommer uit de familie Myriotrochidae.
De wetenschappelijke naam van de soort werd in 2005 gepubliceerd door J.M. Bohn.